# Jesús Wu
Jesús Jay Wu Luy es un empresario peruano. Fue embajador del Perú ante la República Popular China, del 1 de marzo de 2007 al 25 de junio de 2009. El 28 de abril de 2009, durante su periodo de embajador, el Perú y la República Popular firmaron un Tratado de Libre Comercio, para lo cual llegó una misión peruana a Pekín encabezada por el primer vicepresidente, Luis Giampietri, quien se reunió con su homólogo chino, Xi Jinping, e invitó a corporaciones chinas a aumentar su inversión en sectores prioritarios del Plan de Estímulo Económico de Perú, y la ministra de Comercio Exterior y Turismo, Mercedes Aráoz, quienes se reunieron con el ministro chino de Comercio, Chen Deming. También se mencionó que empresas chinas como Chinalco, Shougang y Zijin estudiabamn aumentar sus inversiones hasta los 4 500 millones de dólares. China, que posee un TLC vigente con Chile y negocia otro con Costa Rica, es actualmente el segundo socio comercial de Perú después de Estados Unidos.